# 17 Virginis
17 Virginis är en gulvit stjärna i huvudserien i Jungfruns stjärnbild.
Stjärnan har visuell magnitud +6,46 och är knappt synlig för blotta ögat utan fältkikare. Den befinner sig på ett avstånd av ungefär 98 ljusår.